# Oleksandr Osman
Oleksandr Viktorovyč Osman (in ucraino Олександр Вікторович Осман?; Charkiv, 18 aprile 1996) è un calciatore ucraino, difensore dell'Obolon'.

## Caratteristiche tecniche
È un terzino sinistro.

## Carriera

### Club
Cresciuto nelle giovanili del Metalist, ha esordito in prima squadra il 9 agosto 2014 in occasione del match di campionato perso 1-0 contro lo Šachtar.
Nel mercato estivo del 2015 viene acquistato della Dinamo Kiev.

### Nazionale
Ha giocato nelle nazionali giovanili ucraine Under-17, Under-19 ed Under-21.

## Statistiche

### Presenze e reti nei club
Statistiche aggiornate al 24 Settembre 2018.
| Stagione        | Squadra         | Campionato      | Campionato | Campionato | Coppe nazionali | Coppe nazionali | Coppe nazionali | Coppe continentali | Coppe continentali | Coppe continentali | Altre coppe | Altre coppe | Altre coppe | Totale | Totale | Totale |
| Stagione        | Squadra         | Comp            | Pres       | Reti       | Comp            | Pres            | Reti            | Comp               | Pres               | Reti               | Comp        | Pres        | Reti        | Pres   | Reti   |        |
| --------------- | --------------- | --------------- | ---------- | ---------- | --------------- | --------------- | --------------- | ------------------ | ------------------ | ------------------ | ----------- | ----------- | ----------- | ------ | ------ | ------ |
| 2014-2015       | Metalist        | PL              | 3          | 0          | CU              | 3               | 0               | UEL                | 3                  | 0                  |             | -           | -           | 9      | 0      |        |
| 2015-2016       | Dinamo Kiev     | PL              | 0          | 0          | CU              | 0               | 0               | UCL                | 0                  | 0                  |             | -           | -           | 0      | 0      |        |
| 2016-2017       | Dinamo Kiev     | PL              | 0          | 0          | CU              | 0               | 0               | UCL                | 0                  | 0                  |             | -           | -           | 0      | 0      |        |
| 2017-gen. 2018  | Karpaty         | PL              | 1          | 0          | CU              | 0               | 0               |                    | -                  | -                  |             | -           | -           | 1      | 0      |        |
| gen.-giu. 2018  | Arsenal Kiev    | 1L              | 3          | 0          | CU              | 0               | 0               |                    | -                  | -                  |             | -           | -           | 3      | 0      |        |
| 2018-2019       | Arsenal Kiev    | PL              | 2          | 0          | CU              | 0               | 0               |                    | -                  | -                  |             | -           | -           | 2      | 0      |        |
| Totale carriera | Totale carriera | Totale carriera | 9          | 0          |                 | 3               | 0               |                    | 3                  | 0                  |             | -           | -           | 15     | 0      |        |